# اچ‌ام‌اس لرل (۱۷۷۹)
اچ‌ام‌اس لرل (۱۷۷۹) (به انگلیسی: HMS Laurel (1779)) یک کشتی بود که طول آن ۱۲۰ فوت ۸٫۵ اینچ (۳۶٫۷۹۲ متر) بود. این کشتی در سال ۱۷۷۹ ساخته شد.